# 台北魅力展
台北魅力展，又名台北魅力國際時尚展，英文名稱 Taipei IN Style(簡稱TIS)，是由紡拓會主辦的時裝類貿易展覽活動，屬於商業展會，為業者、品牌創造對話。經濟日報報導稱台北魅力展是臺灣重要的時尚業盛會。
1994年於巴黎文化中心舉辦-台北魅力設計師聯展(包含設計師洪麗芬)獲法國總統密特朗夫人出席。
2009年台北魅力(國際服裝服飾品牌)展在台北世貿中心展覽館展出10國189家參展商，並開放設計師生聯展。
2012年台北魅力展上的多場時裝秀中，大愛感恩科技與設計師的合作，被天下雜誌稱為「紡織業走出新時尚」。
2014年起台北魅力展落腳松山文創園區，吸引中港台澳、日韓等多國設計師共襄盛舉。
2016年台北魅力展以Taipei IN Style(日文:「タイペイ・イン・スタイル」)為名在東京舉辦多品牌聯合行銷活動於日本纖研新聞報導 同年底在台北松山文創園區的展出，日本媒體WWD稱為「台灣最大的Fashion聯合展」(原文:台湾最大のファッション総合展示会

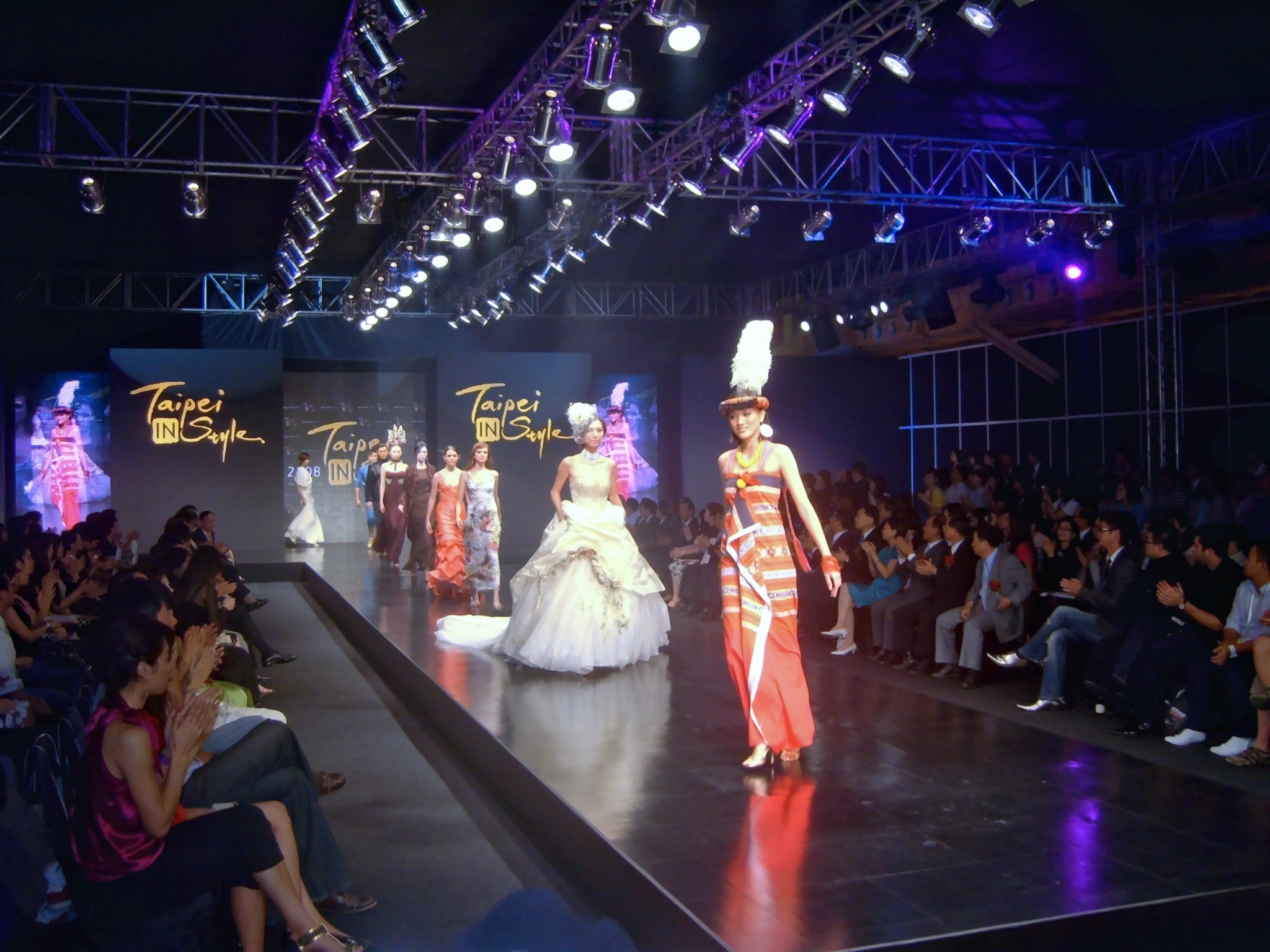

自2019年起，台北魅力展與由文化部主導的台北時裝週合作，為紡織廠和時裝設計師搭橋。